# Gerhard Oberlin
Gerhard Oberlin (* in Freiburg im Breisgau) ist ein deutscher Literatur-, Sprach-, Erziehungs- und Kulturwissenschaftler, Wissenschaftspublizist, Schulbuchautor, Lyriker, Erzähler und Lehrer.

## Leben
Nach dem Studium der Anglistik, Germanistik, Pädagogik und Sportwissenschaft arbeitete Gerhard Oberlin zunächst als Gymnasiallehrer in Reutlingen, bevor er als Fachbereichsleiter für Deutsch und Fortbildungskoordinator in den Auslandsschuldienst wechselte. Nach einigen Jahren in Tokyo und Yokohama folgten weitere Studien sowie die Promotion zum Dr. phil. bei Gert Sautermeister in Bremen. Danach verschiedene Lehrtätigkeiten an Universitäten und Goethe-Instituten in Asien (Tokio, Peking, Hongkong), an der Kolping Universität Köln sowie Gastdozenturen an der Hebräischen Universität in Jerusalem, der Malayalam University im indischen Tirur und am PTM Government College in Perinthalmanna/Kerala.
Neben Schulbüchern, Erzählungen, Lyrik und wissenschaftlichen Essays veröffentlichte er literaturwissenschaftliche Studien u. a. über Werke von Johann Wolfgang von Goethe, Friedrich Schiller, Heinrich von Kleist, Adelbert von Chamisso, Rainer Maria Rilke, Franz Kafka, Georg Büchner und Friedrich Hölderlin. Hinzu kamen zahlreiche kulturwissenschaftliche Untersuchungen zu Phänomenen der Zeit- und Kulturgeschichte. Seit 2020 erscheint seine Reihe Literatur verstehen – Text + Deutung im Verlag Königshausen & Neumann mit den jeweiligen Texten der Erstdruckfassung und Kommentaren zu: Franz Kafka, Heinrich von Kleist, Georg Büchner, Friedrich Schiller, Johann Wolfgang von Goethe, Annette von Droste Hülshoff, Rainer Maria Rilke, Georg Trakl, Eduard Mörike. Ein Band zu Heinrich Heine ist in Planung. Er gab drei Bücher des griechischen Autors und Astrophysikers Argyris Sfountouris zur Kultur- und Zeitgeschichte Griechenlands heraus, die den Film Ein Lied für Argyris von Stefan Haupt illustrieren und ergänzen.
Im Jahr 1992 begründete er unter der Schirmherrschaft von Karl Krolow die „Gesellschaft für zeitgenössische Lyrik e. V.“, mit heutigem Sitz in Leipzig.
Für sein lyrisches Werk erhielt er 1993 den Preis der Kunststiftung Baden-Württemberg, der ein Arbeitsstipendium auf Schloss Solitude einschloss.
Gerhard Oberlin gründete und leitete Montessorischulen in Japan, Laos und Zürich. Im Jahr 2003 wurde er Projektschulleiter der Rhein-Main International Montessori School (RIMS) in Friedrichsdorf, bevor er an die Zurich International School nach Zürich und schließlich an die Deutsche Schule Athen wechselte.

## Veröffentlichungen
- Sonnen-Flecken. Gedichte. Narr Verlag, Tübingen 1983, ISBN 3-87808-195-2.
- Walpurgistag. Gedichte. Narr Verlag, Tübingen 1984, ISBN 3-87808-362-9.
- Stille zwischen den Meeren. Gedichte. N. F. Weitz Verlag, Aachen 1986, ISBN 3-925177-30-2.
- Goethe, Schiller und das Unbewusste. Eine literaturpsychologische Studie. Psychosozial-Verlag, Gießen 2007, ISBN 3-89806-572-3.
- Modernität und Bewusstsein. Die letzten Erzählungen Heinrich von Kleists. Psychosozial-Verlag, Gießen 2007, ISBN 978-3-89806-587-0.
- Die letzten Mythen. Untersuchungen zum Werk Franz Kafkas. Psychosozial-Verlag, Gießen 2011, ISBN 978-3-8379-2046-8.
- Der Wahnsinn der Vernunft. Georg Büchners ‚Lenz‘. Die Krise des Subjekts in der Moderne. Ein literaturwissenschaftlicher Essay. Königshausen & Neumann, Würzburg 2014, ISBN 978-3-8260-5462-4.
- Delphi – das Orakel. Zentrum der antiken Welt. Eine kulturpsychologische Studie. Königshausen & Neumann, Würzburg 2015, ISBN 978-3-8260-5710-6.
- Warum? – Todesflug 4U 9525. Die Germanwings-Tragödie. Königshausen & Neumann, Würzburg 2015, ISBN 978-3-8260-5808-0.
- als Hrsg.: Argyris Sfountouris: Trauer um Deutschland. Reden und Aufsätze eines Überlebenden. Königshausen & Neumann, Würzburg 2015, ISBN 978-3-8260-5821-9.
- Kindheit im elektronischen Zeitalter. Eine Verteidigungsschrift. Königshausen & Neumann, Würzburg 2016, ISBN 978-3-8260-5935-3.
- Krieg im Herzen. Das Drama der unbelebten Gefühle. Königshausen & Neumann, Würzburg 2016, ISBN 978-3-8260-5986-5.
- Das unendliche Objekt. Religion und Psyche. Königshausen & Neumann, Würzburg 2016, ISBN 978-3-8260-6123-3.
- Warum wir lachen, warum wir weinen. Das Gefühl zum Film. Königshausen & Neumann, Würzburg 2016, ISBN 978-3-8260-6124-0.
- als Hrsg.: Argyris Sfountouris: Schweigen ist meine Muttersprache. Griechenland – seine Dichter, seine Zeitgeschichte. Königshausen & Neumann, Würzburg 2016, ISBN 978-3-8260-6147-9.
- Wunder oder Wahn. Hölderlins spirituelle Ekstasen. Königshausen & Neumann, Würzburg 2016, ISBN 978-3-8260-6201-8.
- Asche zu Asche. Unser Leben. Meditationen über den Tod. Königshausen & Neumann, Würzburg 2016, ISBN 978-3-8260-6200-1.
- Das unendliche Objekt. Religion und Psyche. Königshausen & Neumann, Würzburg 2017, ISBN 978-3-8260-6123-3.
- Warum wir uns verführen lassen. Die Botschaft der Märchen. Königshausen & Neumann, Würzburg 2017, ISBN 978-3-8260-6346-6.
- Beispiel Fußball. Der Verrat am Spiel und die Folgen. Königshausen & Neumann, Würzburg 2017, ISBN 978-3-8260-6355-8.
- Kreativität und Psyche. Zur Psychologie des Künstlerischen. Königshausen & Neumann, Würzburg 2018, ISBN 978-3-8260-6478-4.
- Kafkas ungeschriebene Ästhetik. Königshausen & Neumann, Würzburg 2018, ISBN 978-3-8260-6477-7.
- „Nun muss sich alles, alles wenden“ – Perspektiven der Zukunft. Königshausen & Neumann, Würzburg 2018, ISBN 978-3-8260-6617-7.
- Die innere Schweiz. Ein Psychogramm. Königshausen & Neumann, Würzburg 2019, ISBN 978-3-8260-6725-9.
- Ich weiß nicht, was soll es bedeuten. Deutsche Seele. Ein Psychogramm. Königshausen & Neumann, Würzburg 2019, ISBN 978-3-8260-6771-6.
- Klettern am Limit – Philosophische Botschaften. Königshausen & Neumann, Würzburg 2019, ISBN 978-3-8260-6909-3.
- mit Argyris Sfountouris: Blutrausch. Gewalt beim Menschen. Königshausen & Neumann, Würzburg 2020, ISBN 978-3-8260-7060-0.
- It’s NOT a Man’s World. Das Jahrtausend der Frauen. Königshausen & Neumann, Würzburg 2020, ISBN 978-3-8260-7064-8.
- Apokalypse – Endzeitfantasien. Königshausen & Neumann, Würzburg 2020, ISBN 978-3-8260-7217-8.
- Eifersucht. Movens – Motiv – Motivik. Königshausen & Neumann, Würzburg 2020, ISBN 978-3-8260-7216-1.
- Die Gesellschaft von unten – Unser Verhältnis zu Fäkalien. Königshausen & Neumann, Würzburg 2021, ISBN 978-3-8260-7383-0.
- Der Herr der Hähne – Roman einer Auswanderung. Königshausen & Neumann, Würzburg 2021, ISBN 978-3-8260-7346-5.
- Der hybride Charakter – Persönlichkeit im autoritären Liberalismus.Königshausen & Neumann, Würzburg 2021, ISBN 978-3-8260-7441-7.
- Kafka verstehen – Text und Deutung. Königshausen & Neumann, Würzburg 2021, ISBN 978-3-8260-7500-1.
- Die Welt im Rausch – Vom Feiern und Festen. Königshausen & Neumann, Würzburg 2021, ISBN 978-3-8260-7521-6.
- als Hrsg.: Argyris Sfountouris: Sternstunden. Logbuch einer Liebe. Königshausen & Neumann, Würzburg 2021, ISBN 978-3-8260-7461-5.
- Kleist verstehen – Text und Deutung. Königshausen & Neumann, Würzburg 2022, ISBN 978-3-8260-7622-0.
- Rilke verstehen – Text und Deutung. Königshausen & Neumann, Würzburg 2022, ISBN 978-3-8260-7623-7.
- Schlaraffenland – Fluch und Segen des Wohlstands. Königshausen & Neumann, Würzburg 2022, ISBN 978-3-8260-7664-0.
- Die permissive Gesellschaft – Schuld und Sühne im Generationenwechsel. Königshausen & Neumann, Würzburg 2022, ISBN 978-3-8260-7667-1.
- Die meiste Zeit existieren wir nicht – Über das Verhältnis von Lebenszeit und Universum. Königshausen & Neumann, Würzburg 2022, ISBN 978-3-8260-7516-2.
- The Day Before the Day After – Die Illusion der atomaren Beschirmung. Königshausen & Neumann, Würzburg 2022, ISBN 978-3-8260-7729-6.
- Demokratiedämmerung – Wie der Wohlstand die Demokratie gefährdet. Königshausen & Neumann. Würzburg 2023, ISBN 978-3-8260-8243-6.
- Palavergehorsam – Über Meinungsdirigismus und den Verlust der Wirklichkeit. Königshausen & Neumann. Würzburg 2023, ISBN 978-3-8260-7881-1.
- Droste verstehen – Text und Deutung. Königshausen & Neumann. Würzburg 2023. ISBN 978-3-8260-7804-0.
- Trakl verstehen – Text und Deutung. Königshausen & Neumann. Würzburg 2025. ISBN 978-3-8260-8831-5
- Die Unfähigkeit zu dauern – Bildung in Deutschland. Königshausen & Neumann 2025. ISBN 978-3-8260-8675-5.
- Mörike verstehen – Text und Deutung. Königshausen & Neumann. Würzburg 2025. ISBN 978-3-8260-9222-0.